# Dumuzi
Dumuzi (sumer 𒀭𒌉𒍣 DUMU.ZI[D], „Hűséges, vagy igaz fiú”, akkád Dūzu) Uruk I. dinasztiájának uralkodója a sumer királylistákon. Elődje Lugalbanda, utódja pedig Lugalbanda fia, Gilgames. Később a sumerek termékenységistene, a héber-arámi Tammúz néven is ismert. A szíriai és föníciai mitológiában Adón (ÚR) néven tisztelték; innen ered a görög Adónisz, illetve a héber Adonáj név. Innin istennő rokona, természetének kiegészítője. Dumuzi a juhok termőerejét testesíti meg, amely többé-kevésbé Szumugánnal összeolvadásának eredménye. Nevének jelentése: az Életet Létrehozó; s csak később értelmezték át Igaz Fiúnak. A mítoszokban ő maga is pásztorként szerepel. Alakváltozásai során végül is a sztyeppei növényzet istene, majd egyetemes termékenységisten lesz, egyenrangú Inninnel. Egy sor mítoszban együtt szerepelnek. Dumuzi testvére, szerelmese és férje lesz Inninnek.

## Dumuzi végzete
A Dumuzi végzete című siratóénekben a déli rekkenő hőségben a nyája mellett álomra dőlt Dumuzi megálmodja baljós végét, s az Alvilág ördögei magukkal ragadják. Ez a mítosz és a többi hasonló az állatok nyári meddőségéhez kapcsolódik. Az Innin, Dumuzi és Bilulu című mítoszban Dumuzit nyája mellett a pusztában, a forgószél megtestesítői, Bilulu anyó és fia, Girgire megölik, de Innin bosszút áll érte, és Dumuzi nővérével, Gestinanna istennővel együtt siratja. A termékenységistenek mítosza halálukban csúcsosodik, isteni természetük ekkor teljesedik ki, ez az igazi funkciójuk: mert haláluk az új termékenységi periódus kezdete.

## Innin alvilágjárása
Az Innin alvilágjárása című eposzban Innin az Alvilágba indul. A hét kapun áthaladva megfosztják ékességeitől, a termékenységi jelképektől, elítélik és karóba húzzák. Követe az érdekében sorra járja Sumer szentélyeit. Enki segít rajta: két alakocskát teremt, akik az élet füvével és vizével kiszabadítják az istennőt. De Inninnek helyettest kell állítania maga helyett az Alvilágban, mert az Alvilág istenei csak úgy engedik vissza a földre. Innin végigjárja templomait, de egyik férfi párjától sem akar megválni. Dumuzi azonban távollétében megcsalta, ezért őt küldi helyettesül. Az ördögök csak hosszú üldözés után fogják el Dumuzit, s magukkal viszik. Ezek után fél évig Dumuzi, fél évig Innin lesz az Alvilágban.

## Edinna uszagga
Az Edinna uszagga cím jelentése a „A mezőben, a friss füvön”. A ciklusban Innin Dumuzi keresésére indul az Alvilágban. A siratóénekek célzásokkal kapcsolódnak a nyári napforduló táján játszódó mítoszcselekményekhez; bennük Dumuzi már a vegetáció istenévé vált. Az egész sumer mitológiában Innin és Dumuzi alakja központi helyre került; Dumuzi legfontosabb mellékneve: Ama'usumgalanna (jelentése: Anyja az égi sárkány). Ez az asztrális azonosítás azonban egyelőre még homályos.

## Dumuzi és Enkidmu
A Dumuzi és Enkimdu mitológiai költeményben Dumuzi Enkidmuval, a földművelés és az öntözés istenével vetélkedik Innin kezéért. S mivel az ő pásztori termékei a különbek, ezért ő lesz a győztes.
A különböző helyi hagyományokban Dumuzi mitologikus királyként szerepel. A mezopotámiai szent nász szertartás során az Inninnel nászra lépő királyt azonosították Dumuzival.

## Gilgames-eposz
A Gilgames-eposz újasszír táblái szerint Tammúz pásztor Istár szeretője lett, majd Istár farkassá változtatta őt. A farkas alakú Tammúzt saját bojtárai űzték el, majd saját kutyái tépték halálra.